# Santo Stefano del Cacco
Santo Stefano del Cacco, även benämnd Santo Stefano de Pinea, är en kyrkobyggnad i Rom, helgad åt den helige Stefanos. Kyrkan är belägen vid Via di Santo Stefano del Cacco i Rione Pigna och tillhör församlingen Santi XII Apostoli. Tillnamnet ”Cacco” är en förvrängning av ordet macacco, en folklig benämning på en egyptisk staty som år 1345 påträffades i ruinerna av det närbelägna Isis- och Serapis-templet. Statyn, som numera befinner sig i Vatikanmuseerna, antas föreställa den egyptiska guden Thot i skepnad av en babian med hundansikte.

## Kyrkans historia
Det är inte känt när kyrkan grundades, men enligt en tradition skedde det under påve Honorius I år 630; enligt en annan tradition byggdes kyrkan av påve Hadrianus I (772–795). Enligt en tredje uppfattning grundades kyrkan av påve Paschalis I (817–824). En restaurering av absiden ägde rum under påve Paschalis II (1099–1118). År 1160 företogs ytterligare en restaurering, den romanska kampanilen uppfördes och portiken byggdes om.
Kyrkan förekommer i Catalogo di Cencio Camerario, en förteckning över Roms kyrkor sammanställd av Cencio Savelli år 1192 och bär där namnet sco. Stephano di pinea.
År 1563 överlät påve Pius IV kyrkan åt silvestrinermunkar, vilka gjorde den till sitt högkvarter i Rom. Munkarna påbörjade 1607 ett omfattande renoveringsarbete, under vilket bland annat absidmosaiken och portiken förstördes. Mellan 1638 och 1643 gavs kyrkan en barockdräkt enligt Paolo Marucellis ritningar. Antonio Canziani utförde fasaden omkring 1640.
Ytterligare restaureringar genomfördes under 1700- och 1800-talen. År 1870 konfiskerades klostret av italienska staten, men munkarna tilläts behålla kyrkan. Under 1930-talet gjordes dock klostret till silvestrinordens generalkuria med namnet Santo Stefano Protomartire. I mitten av 1900-talet upphörde silvestrinerna att vara en egen orden och blev istället en kongregation inom benediktinorden.
Interiören och fasaden restaurerades 2007.
Kyrkan har blivit ett centrum för devotionen till Jesu heliga anlete (Santo Volto).
Arkitekten Ludovico Rusconi Sassi har fått sitt sista vilorum i kyrkan.

## Kyrkans exteriör
Den romanska kampanilen är inte synlig från gatunivån. Den har tre våningar skilda åt av kornischer med tandsnitt och modilioner. Taket kröns av en stiliserad pinjekotte.
Fasaden har två våningar. Ingångsportalen kröns av en dedikationsinskription som lyder:
Den nedre våningen har doriska pilastrar, medan den övre har joniska. Den övre våningens rektangulära fönster kröns av ett segmentbågeformat pediment med festonger. Fasadens storform avslutas med ett triangulärt pediment med ett litet fönster.

## Kyrkans interiör
Kyrkan har en basilikal grundplan. Interiören saknar tvärskepp men har en halvcirkelformad absid. På höger hand finns två sidokapell och på vänster tre. I skeppet står tolv antika kolonner: fyra av dem är granito orientale, en pavonazzetto, fem bigio antico och två cipollino. De härstammar sannolikt från Isis- och Serapistemplet.
Målningarna i taket utfördes i mitten av 1800-talet. Den mittersta takfresken framställer Den helige Benedikts förhärligande. Absiden är smyckad med fresker. Den i mitten, Den helige Stefanos stenande, är utförd av Cesare Nebbia. De flankerande freskerna, som föreställer de heliga Carlo Borromeo och Franciska av Rom, är av Cristoforo Casolani. Han har även målat de tre freskerna i absidens halvkupol: Treenigheten flankeras av två fresker med änglakörer. Absidens förgyllda stuckdekorationer är ett verk av Rocco Solari.

### Högra sidans kapell
Det första kapellet på höger hand är invigt åt Skyddsängeln och dess altarmålning Skyddsängeln leder ett litet barn vid handen är en kopia av ett original av Pietro da Cortona. Det andra kapellet var ursprungligen invigt åt Jesu födelse, men är numera invigt åt den helige Josef. Målningen Den helige Josefs död är ett arbete av en anonym 1700-talskonstnär.
Efter detta kapell kan man beskåda Perino del Vagas Pietà. Det är konstnärens första självständiga verk och utfördes 1519. Giorgio Vasari skrev: ”Det är utfört med fingerfärdighet, mycket lätt och mycket vackert.”
Altaret i slutet av höger tvärskepp är invigt åt Jungfru Maria, de bedrövades tröst (Consolatrix afflictorum), vilken är en av de titlar Jungfru Maria föräras i den lauretanska litanian. I en nisch står en träskulptur föreställande Jungfru Maria med vit sidenklänning och blå mantel. På höger arm bär hon Jesusbarnet. Maria-skulpturen skall ha fällt tårar inför Napoleons invasion av Rom 1796.

### Vänstra sidans kapell
Första kapellet på vänster hand är invigt åt Jesu heliga anlete; tidigare var det invigt åt Jungfru Marie bebådelse. Ovanför altaret hänger Veronicas svetteduk, en ikon målad 1945 av syster Zeffirina del Sacro Cuore. Altaruppsättningen har två kolonner av röd siciliansk jaspis. Giovanni Baglione har utfört sidoväggarnas fresker: Carlo Borromeo och Filippo Neri till vänster och Paulus, den förste eremiten och Stefanos till höger.
Det andra kapellet är invigt åt det Heliga Sakramentet; tidigare var det invigt åt silvestrinordens grundare Silvestro Guzzolini. Altarmålningen har attribuerats åt Carlo Maratta och visar den helige Benedikt som överräcker ordensregeln åt den helige Silvestro. De två tondi med scener ur den helige Silvestros liv är utförda av Cesare Mariani. Det tredje kapellet är invigt åt den helige Matteus; tidigare var det invigt åt den helige Nikolaus. Altarmålningen Den helige Matteus och ängeln är ett verk av Cesare Mariani.
Altaret i slutet av vänster tvärskepp är invigt åt Korsfästelsen. Altarfresken från tidigt 1600-talet framställer de heliga Laurentius, Antonius och Silvestro Guzzolini som tillber den korsfäste Kristus.

### Sakristian
I sakristian bevaras några konstverk: Den helige Nikolaus förhärligande av Giovanni Odazzi och Den heliga Aurea förs till martyriet, attribuerad åt Luigi Garzi. Därutöver finns i sakristian en bozzetto föreställande Jungfru Marie födelse av Sebastiano Conca.

## Bilder

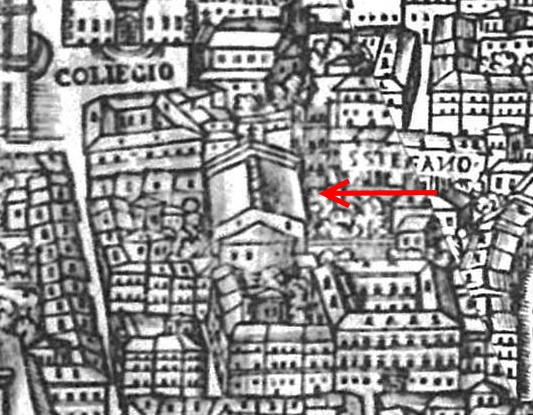
Santo Stefano del Cacco på Giovanni Maggis Rom-karta från 1625.
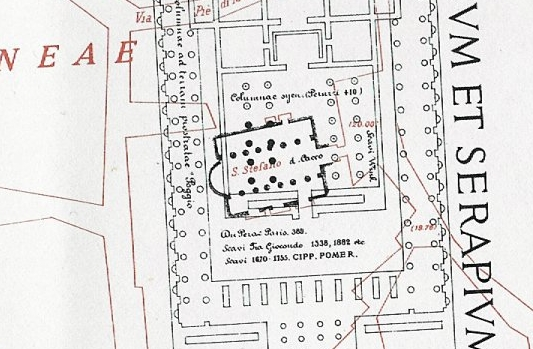
Santo Stefano del Cacco på Rodolfo Lancianis Rom-karta från 1893–1901.
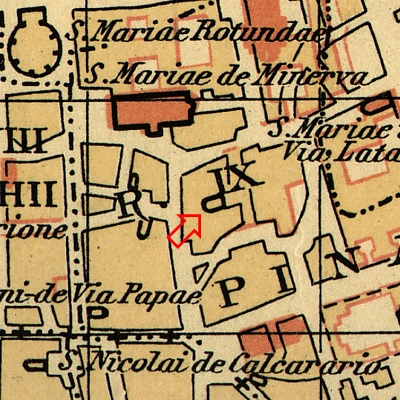
Santo Stefano del Cacco (vid den röda pilen) på Christian Hülsens karta över det medeltida Rom från 1927.
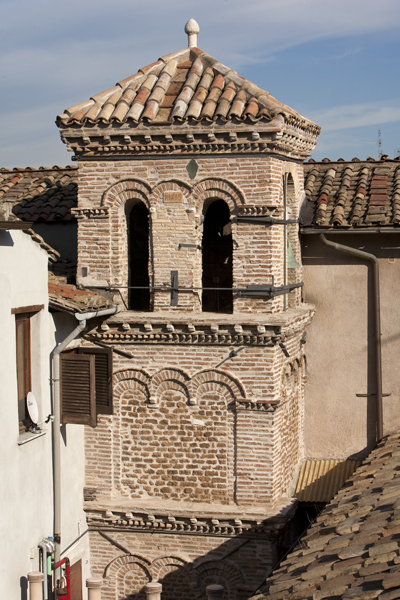
Kyrkans romanska kampanil.